# George H. W. Bush
George Herbert Walker Bush, comunemente chiamato George H. W. Bush o George Bush Sr. (Milton, 12 giugno 1924 – Houston, 30 novembre 2018), è stato un politico, diplomatico e imprenditore statunitense, 41º presidente degli Stati Uniti d'America dal 1989 al 1993 e 43º vicepresidente degli Stati Uniti d'America dal 1981 al 1989 sotto il presidente Ronald Reagan.
Prima di candidarsi alla presidenza, ricoprì altre importanti posizioni politiche tra le file del Partito Repubblicano, fu membro della Camera dei rappresentanti e direttore della Central Intelligence Agency (CIA). È stato il più anziano ex presidente veterano della seconda guerra mondiale.
Suo figlio George è divenuto presidente dal 2001 al 2009; l'altro figlio attivo in politica, Jeb, è stato governatore della Florida dal 1999 al 2007.
Bush nacque nel Massachusetts dal senatore Prescott Bush e da Dorothy Walker Bush. Dopo l'attacco di Pearl Harbor nel 1941, il diciottenne Bush rimandò gli studi universitari e divenne uno dei più giovani aviatori nella storia della United States Navy, pilotando gli aerosiluranti Grumman TBF Avenger. Rimase arruolato fino alla fine della seconda guerra mondiale, poi si iscrisse all'Università Yale. Si laureò nel 1948 e si trasferì con la famiglia nel Texas occidentale per entrare nel business del petrolio. Divenne milionario all'età di quarant'anni.
Nel 1988 ingaggiò una forte campagna per la successione di Reagan, sconfiggendo l'avversario, il democratico Michael Dukakis. Bush condusse il suo mandato presidenziale soprattutto sulla politica estera: nel 1989 cadde il Muro di Berlino e due anni dopo l'Unione Sovietica si sciolse definitivamente. Attivò operazioni a Panama e nel Golfo Persico. In politica interna, d'altro canto, non mantenne la promessa della famosa dichiarazione «read my lips: no new taxes» (leggete le mie labbra: nessuna nuova tassa) e per questo perse le elezioni presidenziali del novembre 1992, vinte dal democratico Bill Clinton.

## Biografia
Figlio di Prescott Bush, che fu senatore dal 1952 al 1963, proveniente da una delle più influenti famiglie dell'aristocrazia finanziaria dell'Est, studiò alla Phillips Academy di Andover, nel Massachusetts, e partecipò alla seconda guerra mondiale come ufficiale pilota della U.S. Navy, ottenendo una decorazione. Nel 1945 sposò Barbara Pierce e alla fine del 1948 si laureò in economia all'Università Yale, dove fu iniziato nella Skull and Bones Society.
Si trasferì a Houston, nel Texas, dove entrò nell'industria del petrolio grazie alle conoscenze del padre come consigliere di amministrazione della Brown Brothers Harriman. Dopo alcuni anni di esperienza, fondò varie società petrolifere, la Bush-Overby Oil Development Co. (1951), la Zapata Petroleum Corp. (1953) e la Zapata Offshore Co. (1954), con le quali divenne milionario a metà degli anni sessanta.

## Carriera politica
Cominciò la carriera politica e, dopo una prima sconfitta contro il senatore democratico Ralph Yarborough nel 1964, fu eletto alla Camera dei Rappresentanti nel 1966, primo repubblicano mai eletto a Houston, e rieletto nel 1968, anno della vittoria di Richard Nixon alle elezioni presidenziali. Nel 1970 Nixon lo convinse a ritentare la sfida al Senato contro Ralph Yarborough, ma alle primarie democratiche quest'ultimo fu battuto da Lloyd Bentsen, che poi sconfisse Bush.
Nixon apprezzò il sacrificio e le qualità di Bush e lo nominò, con l'unanime approvazione del Senato, ambasciatore alle Nazioni Unite, dove lavorò dal 1971 al 1973, quando, nel pieno dello scandalo Watergate, Nixon lo richiamò a Washington come presidente del Partito Repubblicano. Bush difese Nixon e soprattutto il partito: fu egli a chiedere, per il bene del paese e del partito repubblicano, le dimissioni del presidente, rassegnate il 9 agosto 1974.
Il successore di Nixon, il vicepresidente Gerald Ford nominò Bush a capo dell'ufficio diplomatico nella Repubblica Popolare Cinese. Allora Washington riconosceva Taiwan e a Pechino non c'era un'ambasciata statunitense: i quattordici mesi della missione in Cina furono molto positivi per le relazioni cino-americane. All'inizio del 1976 Ford richiamò Bush a Washington e lo nominò direttore della CIA, colpita da un'indagine del Senato sulle sue attività illegali. Tenne la carica dal 30 gennaio 1976 al 20 gennaio 1977, giorno dell'insediamento del nuovo presidente, il democratico Jimmy Carter. Bush tornò a Houston.

### Vicepresidenza degli Stati Uniti (1981-1989)
Bush partecipò alle primarie repubblicane del 1980, come rappresentante dell'ala centrista del partito ma, nonostante avesse incominciato la campagna già nel 1979 fu sconfitto da Ronald Reagan, rappresentante dell'ala destra, che lo scelse come candidato vicepresidente e poi sconfisse Jimmy Carter alle elezioni. Reagan, secondo molti commentatori, scelse Bush come vicepresidente in qualità di esperto di politica estera. Come vicepresidente Bush, riconoscendo i limiti costituzionali della carica, tenne un basso profilo: fu comunque sempre leale a Reagan, e gli fu utile come Presidente del Senato e come capo della task force sulla deregulation.

### Presidenza degli Stati Uniti (1989-1993)
Dopo essere stato vicepresidente di Reagan per due mandati, fu eletto presidente nel 1988. Vinte facilmente le primarie repubblicane, scelse come vicepresidente il senatore dell'Indiana Dan Quayle, poco noto ma gradito ai conservatori, e condusse una delle più dure campagne presidenziali contro Michael Dukakis, governatore del Massachusetts, che aveva scelto come suo vice il texano Lloyd Bentsen, vincendo in quasi tutti gli Stati. Bush fu il primo vicepresidente uscente a divenire presidente dal 1836, dopo Martin Van Buren.
Bush mostrò una particolare predilezione verso la politica estera: decise di invadere Panama per deporre il dittatore Manuel Noriega, già alleato degli USA, con l'accusa di narcotraffico, si mosse cautamente di fronte allo sgretolarsi dell'URSS e fu un forte sostenitore dell'intervento in Iraq dopo l'invasione del Kuwait da parte di Saddam Hussein. La guerra del Golfo, fortemente voluta dall'amministrazione Bush, ebbe inizio il 16 gennaio 1991, dopo l'approvazione da parte del Consiglio di sicurezza dell'ONU e la creazione di una forza multinazionale di una vastità senza precedenti, comprendendo, oltre ai Paesi NATO, alcuni Stati arabi e l'URSS. A differenza di quanto avvenne durante la guerra di Corea, la forza multinazionale si attenne strettamente al mandato dell'ONU e liberò il Kuwait, lasciando comunque al potere il dittatore iracheno Saddam Hussein. La scelta di Bush gli attirò critiche dai neoconservatori.
Durante il suo mandato Bush ebbe l'opportunità di nominare a vita due giudici della Corte suprema: David Souter (1990) e Clarence Thomas (1991).
A partire dalla primavera del 1991 Bush vide precipitare la sua popolarità a causa della crisi economica incominciata nel 1990, che non fu capace di fronteggiare: aumentò le tasse, rompendo la sua celebre e solenne promessa elettorale e gli fu rinfacciato di occuparsi troppo di politica estera a discapito di quella interna. Milton Friedman sostenne che Bush aveva tradito la Reaganomics; Bill Clinton, allora governatore dell'Arkansas, dichiarò: «Bush ha impiegato appena 5 giorni per creare un piano di salvataggio internazionale dell'URSS. Per creare un piano nazionale per salvare l'economia statunitense dalla recessione, invece, noi americani abbiamo dovuto aspettare ben 5 lunghissimi mesi».
Alle elezioni del 1992 fu sconfitto da Bill Clinton, sia a causa della crisi economica, sia a causa della candidatura dell'indipendente miliardario Ross Perot che, raggiungendo il 19% dei voti, tolse consensi al partito repubblicano.

## Dopo la presidenza

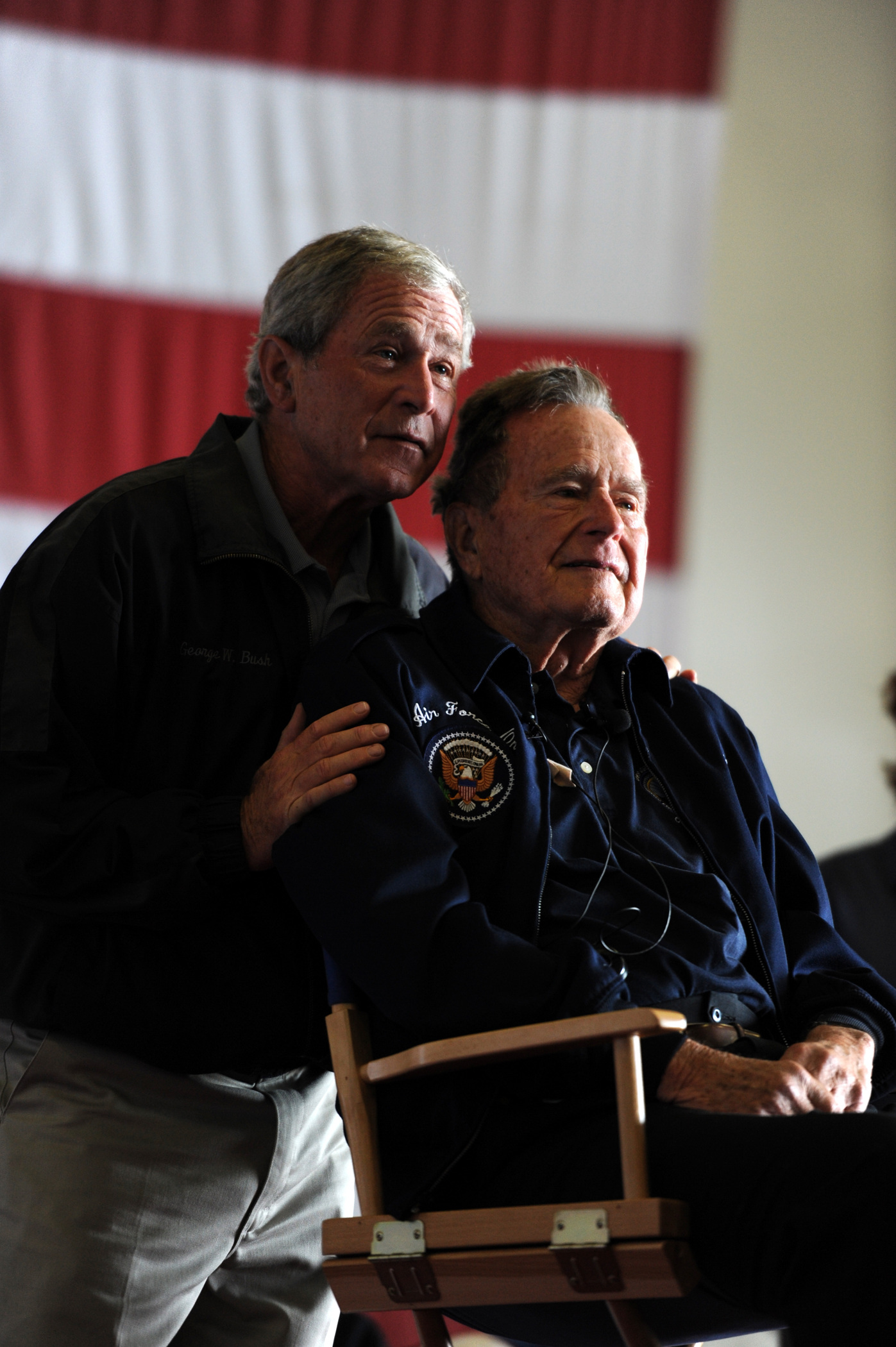
George H. W. Bush insieme al figlio George Walker

Durante una sua visita in Kuwait, tenutasi dal 14 al 16 aprile 1993, fu sventato un attentato, orchestrato dal regime di Saddam Hussein per ucciderlo.
Amava il paracadutismo e fece scalpore il suo lancio dell'11 novembre 2007, all'età di 83 anni, in quanto da tempo era costretto all'uso della sedia a rotelle per via del morbo di Parkinson. Il 12 giugno 2014, in occasione del suo novantesimo compleanno, compì un nuovo lancio assistito dalla moglie e dal figlio George.
Il 24 dicembre 2014 venne ricoverato d'urgenza presso il Methodist Hospital di Houston (Texas), a causa di una grave crisi respiratoria. Segue un nuovo ricovero, a Portland (Maine), il 16 luglio 2015, per la rottura di una vertebra dopo una caduta nella sua residenza estiva di Kennebunkport. Nel 2015 decide insieme con il figlio maggiore (l'ex Presidente George W. Bush) di appoggiare l'altro figlio Jeb Bush, ex governatore della Florida, nella sua corsa alle Primarie Repubblicane per le Presidenziali 2016. Nonostante sia dato come sicuro vincitore da contrapporre alla nominata democratica Hillary Clinton, Jeb viene sconfitto nettamente, a sorpresa, dal miliardario populista anti-establishment Donald Trump che si era scagliato violentemente contro i Bush e la loro eredità politica. Decide pertanto, insieme al figlio George e ai candidati repubblicani del 2008 e 2012, John McCain e Mitt Romney (sconfitti da Obama), di non prendere parte alla convention repubblicana e di non sostenere il candidato repubblicano Donald Trump.
Il 20 settembre 2016 dichiara a sorpresa che alle elezioni presidenziali di novembre avrebbe votato per la candidata democratica Hillary Clinton, ex First Lady di quel Bill Clinton, allora governatore dell'Arkansas, che nel 1992 lo sconfisse clamorosamente, impedendogli un secondo mandato alla Casa Bianca e riconsegnando al Paese un Presidente democratico dopo dodici anni di reaganismo repubblicano. È la prima volta in tutta la storia delle elezioni americane che un ex Presidente decide di votare e appoggiare direttamente il candidato del Partito avverso. Il 20 gennaio 2017, George H. W. e Barbara Bush non partecipano alla cerimonia di insediamento del Presidente eletto Donald Trump, poiché entrambi ricoverati a Houston, lui in terapia intensiva per una polmonite. Dimessi pochi giorni dopo, il 5 febbraio fanno un'apparizione al Super Bowl LI.
Il 22 aprile 2018, a cinque giorni dalla morte della moglie Barbara, viene nuovamente ricoverato d'urgenza in terapia intensiva presso il Methodist Hospital di Houston per un'infezione contrattasi nel sangue. Muore il 30 novembre seguente, all’età di 94 anni, nella sua casa a Houston. In seguito ai tributi solenni all’interno del Campidoglio, il funerale di Stato è stato celebrato il 5 dicembre presso la Washington National Cathedral a Washington DC alla presenza, oltre a Donald Trump, dei quattro ex Presidenti degli Stati Uniti d'America con le rispettive mogli: Jimmy Carter, Bill Clinton, il figlio George W. Bush e Barack Obama. Il giorno successivo un secondo funerale pubblico si è svolto presso la Saint Martin’s Episcopal Church di Houston prima della sepoltura presso la George Bush Presidential Library and Museum a College Station accanto alla moglie e alla figlia.

### Onorificenze statunitensi

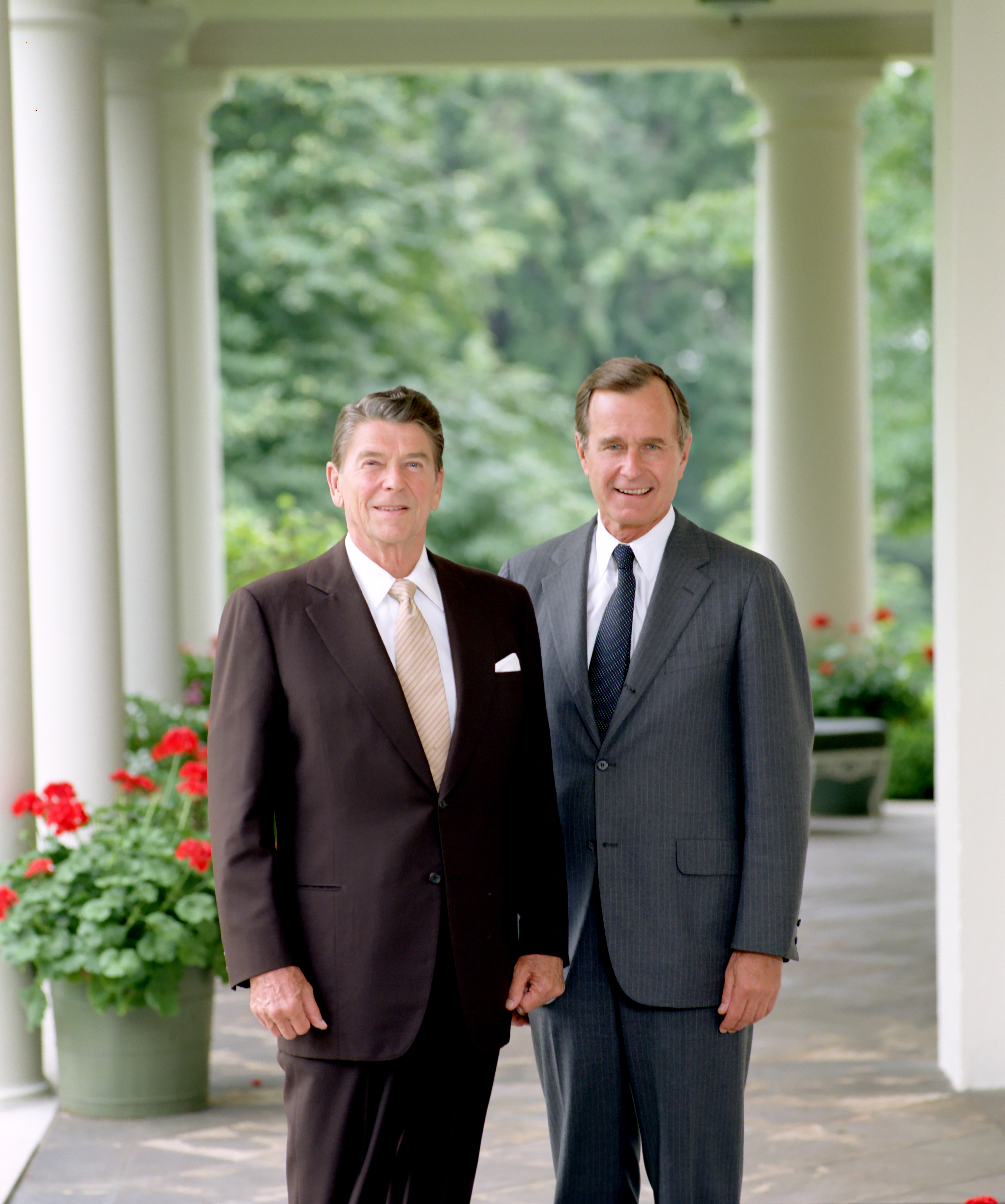
Ritratto ufficiale del presidente Ronald Reagan e del vicepresidente George H. W. Bush (1981)

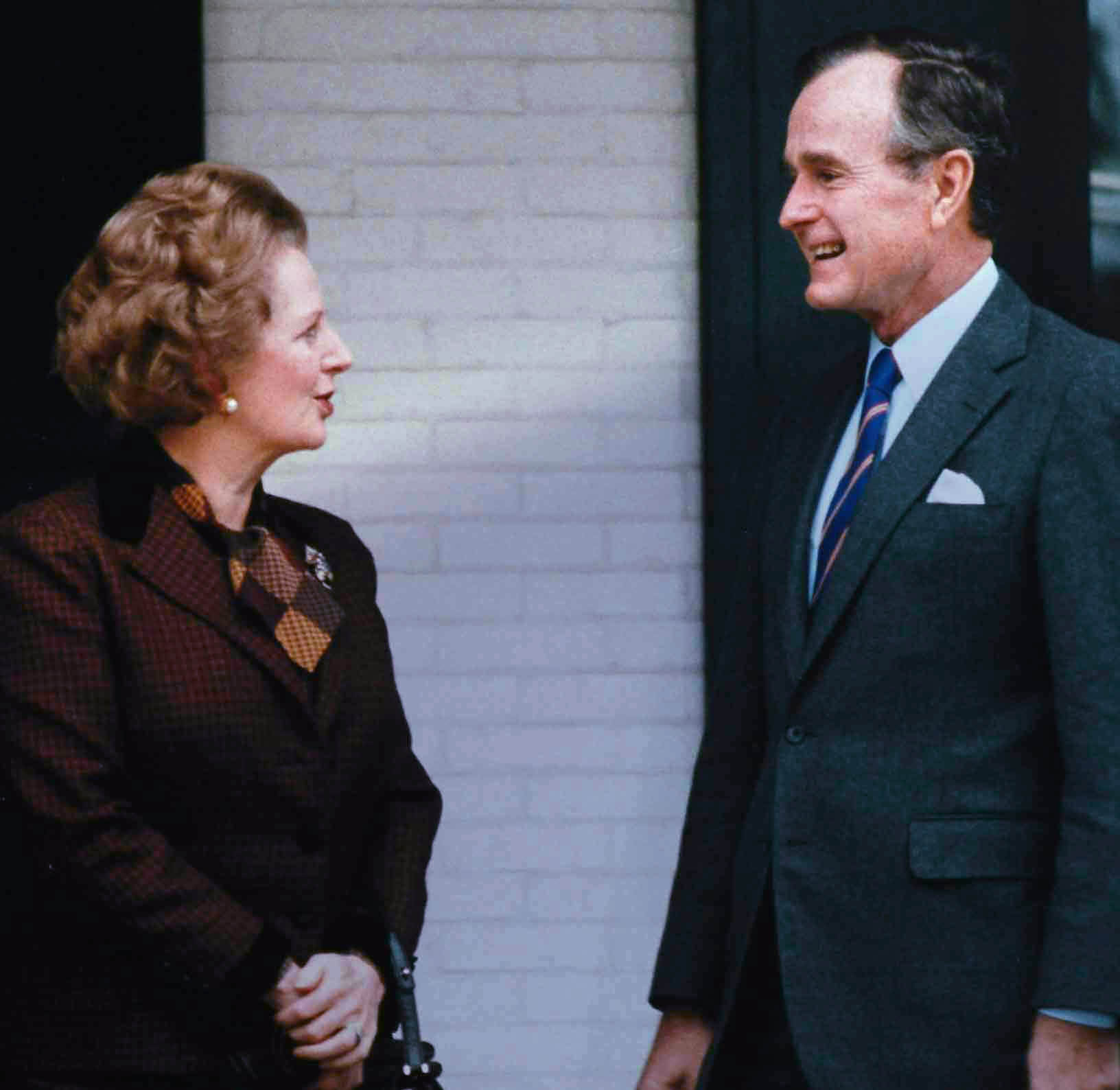
Margaret Thatcher e George H. W. Bush come vicepresidente nel 1986

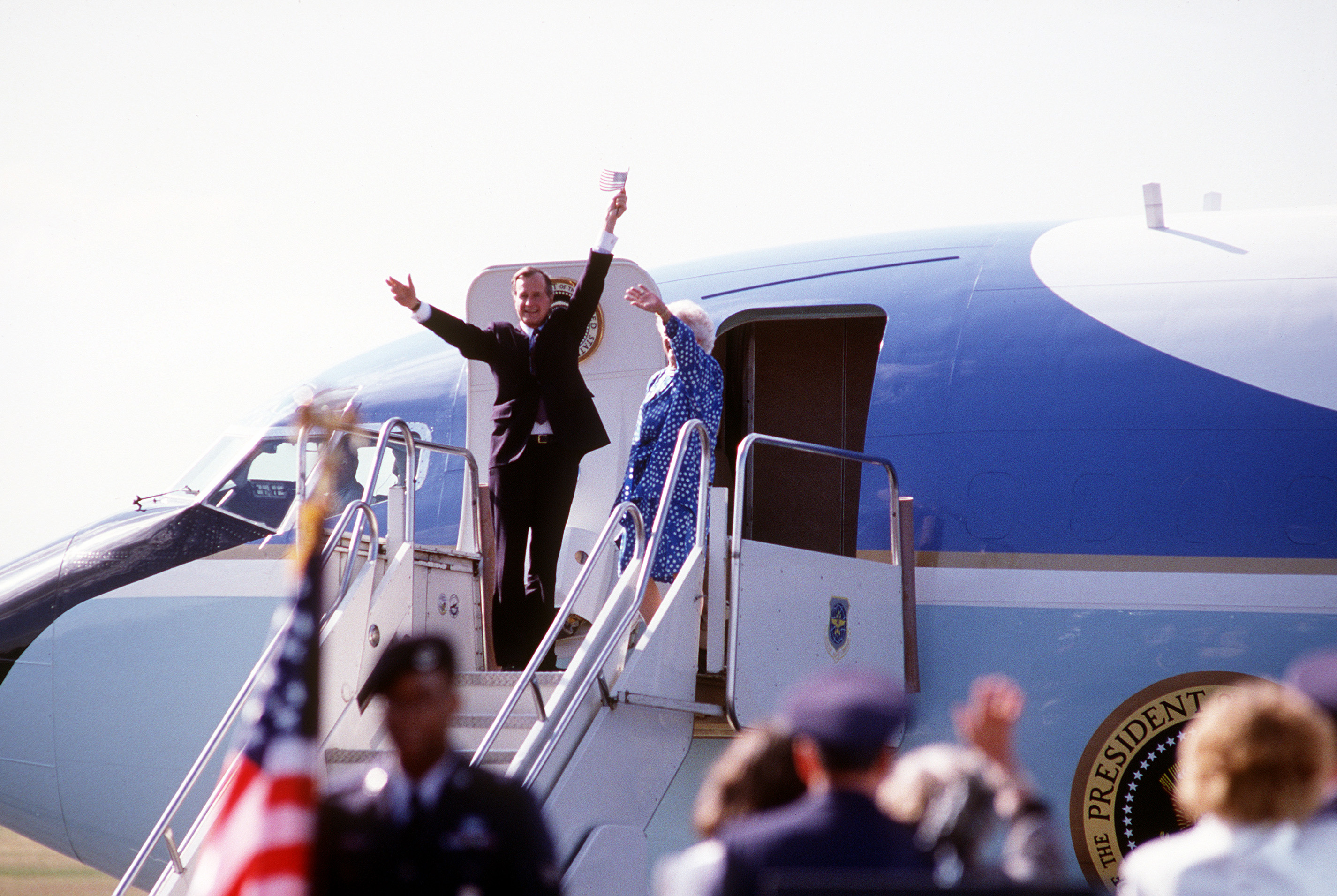
Il presidente George H. W. Bush e Barbara Bush salutano la folla mentre si preparano a partire dalla base a bordo dell'Air Force One dopo il vertice della NATO a Bruxelles, in Belgio, 31 maggio 1989

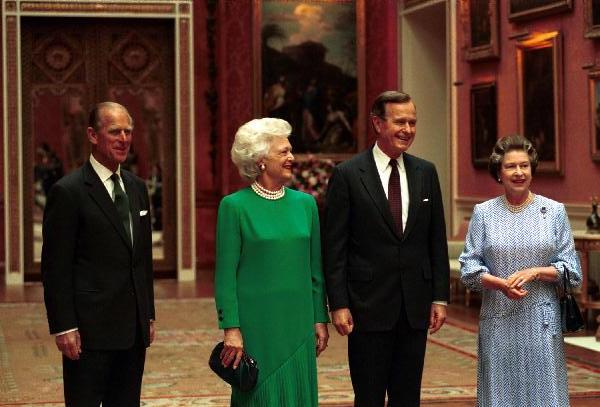
La coppia presidenziale George H. W. e Barbara Bush fanno visita a Elisabetta II del Regno Unito e al principe Filippo a Londra, 1º giugno 1989

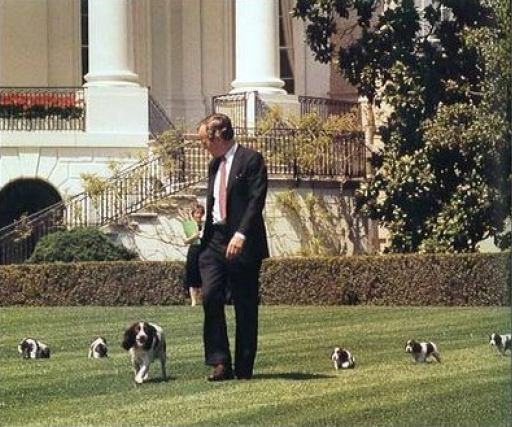
Il presidente Bush cammina sul prato della Casa Bianca con il cane Millie e i suoi cuccioli, 1990/1991

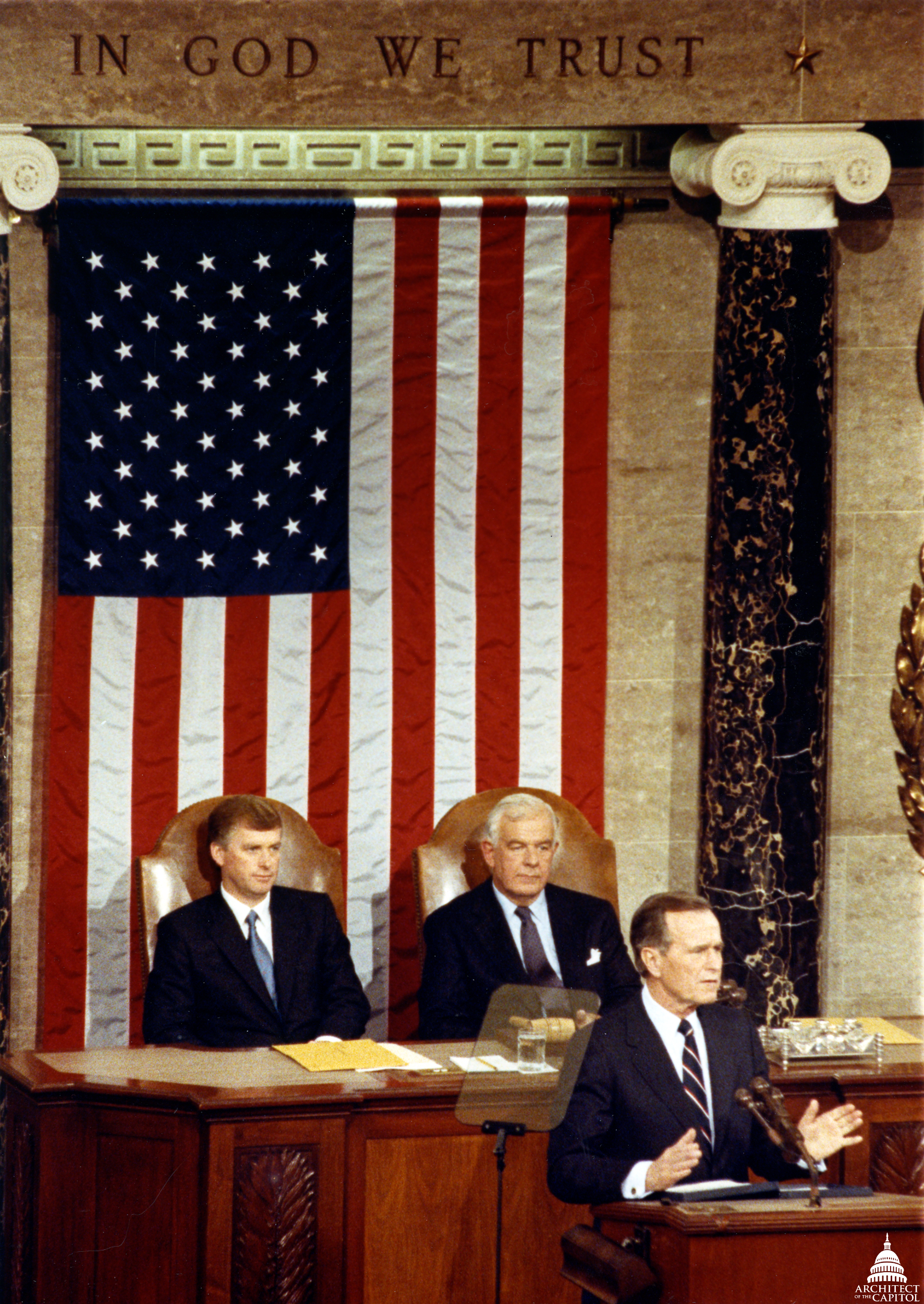
Il presidente George H. W. Bush pronuncia il discorso sullo stato dell'Unione. Dietro Bush il vicepresidente Dan Quayle e il presidente della Camera Tom Foley

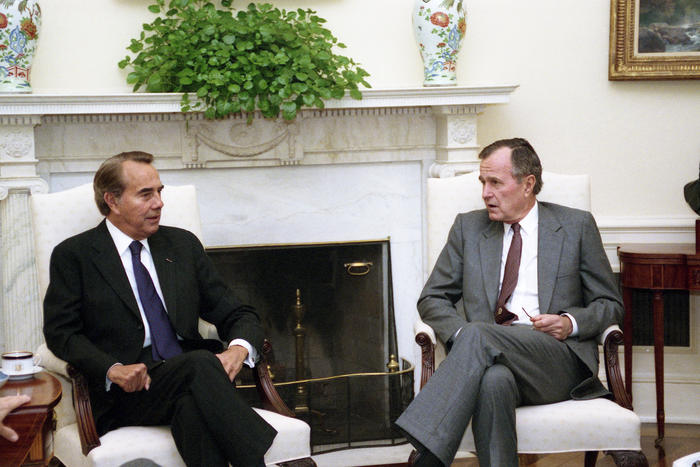
il presidente George H. W. Bush e il senatore Bob Dole nello Studio Ovale, 19 ottobre 1990

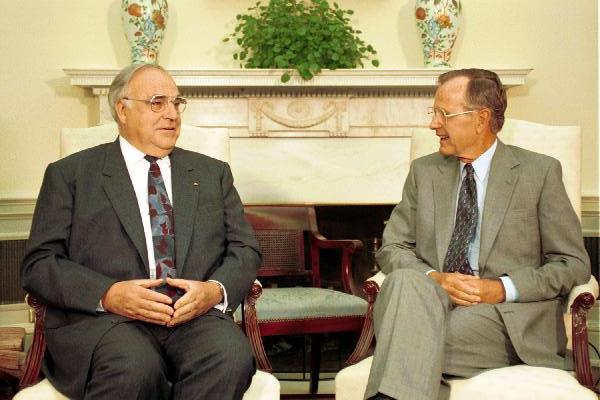
Il presidente George H. W. Bush incontra il cancelliere tedesco Helmut Kohl nello Studio Ovale della Casa Bianca il 16 settembre 1991

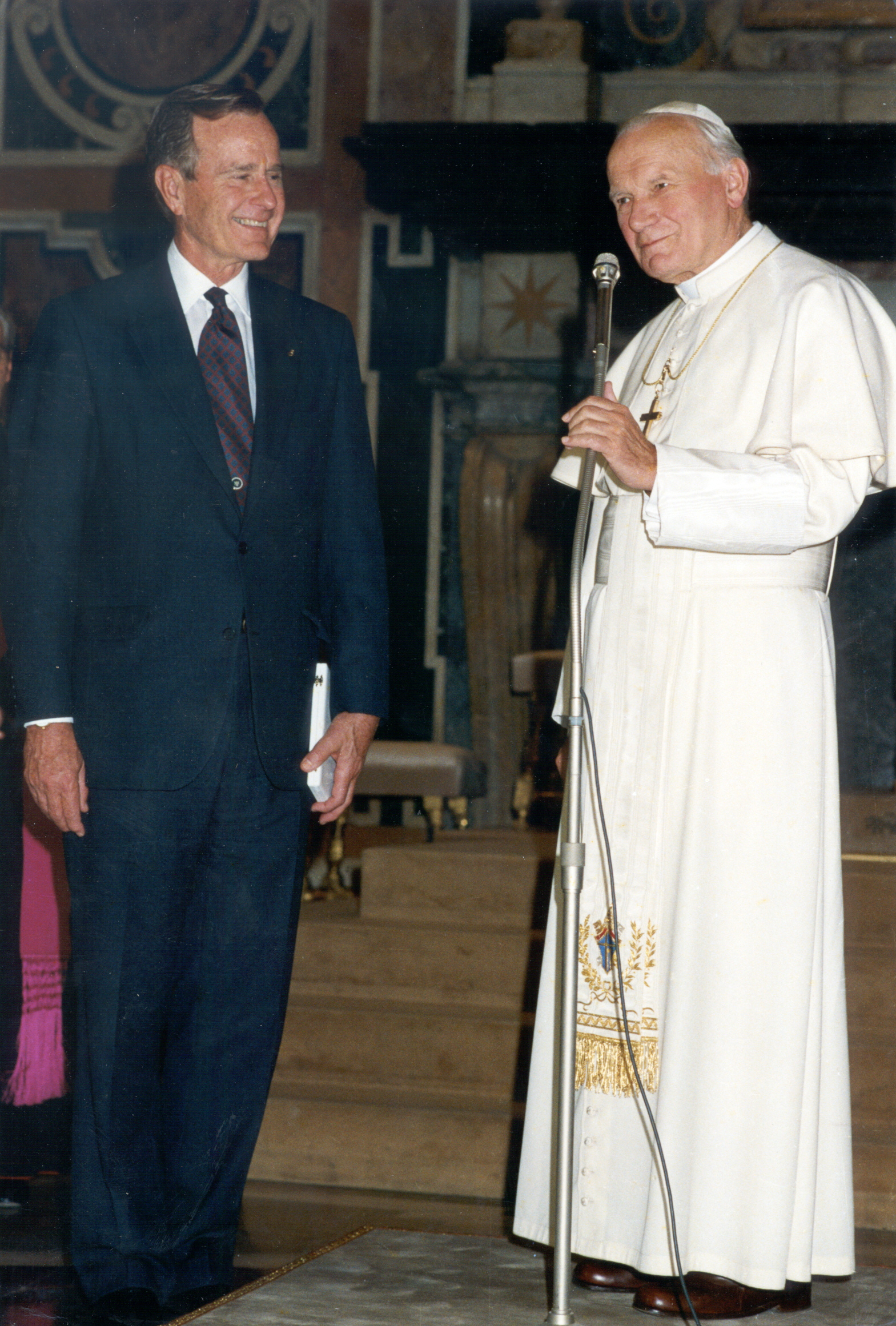
George H. W. Bush in visita a Giovanni Paolo II da Presidente, 8 novembre 1991

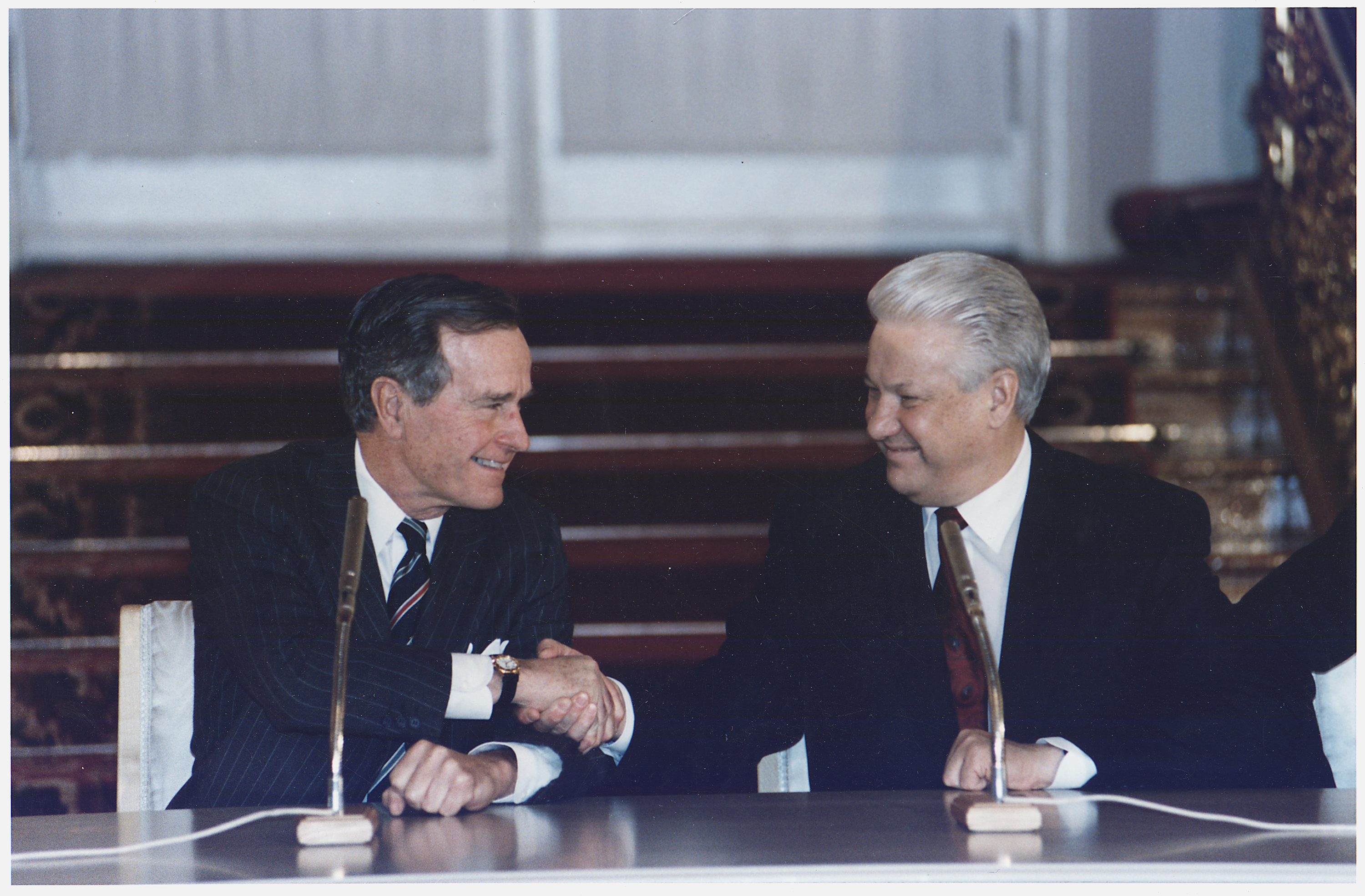
George H. W. Bush firma insieme al presidente russo Boris Yeltsin gli accordi Start II, 3 gennaio 1993

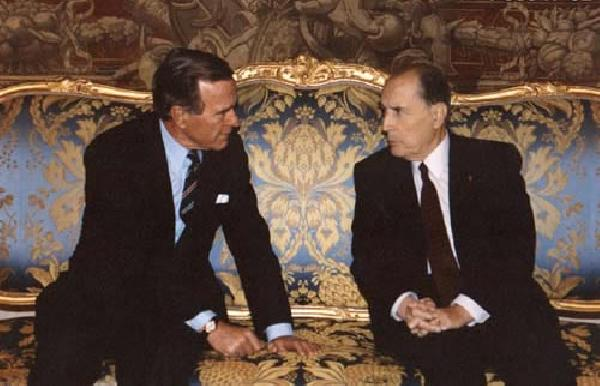
Il presidente George H. W. Bush viene accolto dal presidente francese Francois Mitterrand al Palazzo dell'Eliseo, Parigi, Francia, 1993

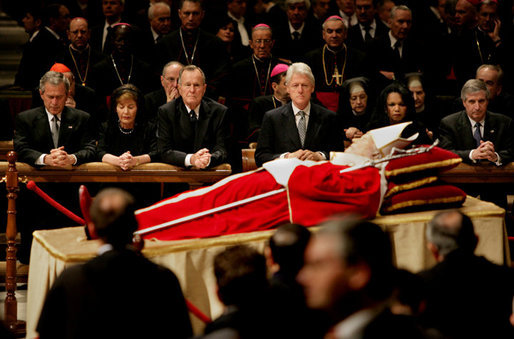
Il presidente degli Stati Uniti George W. Bush, la first lady Laura Bush, l'ex presidente George H. W. Bush, l'ex presidente Bill Clinton, il segretario di Stato Condoleezza Rice e il capo dello staff della Casa Bianca Andrew Card rendono omaggio a Papa Giovanni Paolo II, 2005